# DiRTY GiFT
『diRTY GiFT』（ダーティ・ギフト）は、北海道札幌市に拠点を置く音楽クリエイターチーム・I'veにより2002年12月29日に発売されたインディーズアルバム。

## リリース
I'veによりコミックマーケット63の会場および通販で限定販売されたアルバム。コミックマーケットではDVD作品『I've P.V Collection vol.2』との同梱セットとして発売された。全曲録り下ろしの新曲による計7曲を収録。タイトルの「diRTY GiFT」とは「猾獪な才能」を意味する造語。

## 音楽性
2曲目「Dirty Boots」はKOTOKOがボーカルを務めるバンドユニットOuterによるSonic Youthの同名曲のカバーであり、1曲目と7曲目は器楽曲となっている。3曲目「SWAY」はテンポの遅い楽曲となっており、5曲目「砂漠の雪」はこのアルバムのオリジナル曲だがI'veファンの間で非常に人気が高く、ジャンルとしてはトランスに分類される。日本武道館で行われたI've初のライブ『I've in BUDOKAN 2005 〜Open the Birth Gate〜』の1曲目に披露された他、ボーカルを担当したMELLの2ndメジャーアルバム『MIRAGE』にも収録されている。

## 批評
三才ブックスが2007年に出版した、同人音楽を論評する『同人音楽を聴こう！』において、2曲目「Dirty Boots」はカバー・バージョンであるものの、「激しく攻撃的なアレンジになっている」と評価した。本アルバム作品については「マニアックな1枚」と表現した。

## 収録曲
1. Overture [3:09]
  - 作曲：FISH TONE
2. Dirty Boots / Outer [6:03]
  - 作詞・作曲：Gordon Kim、Moore Thurston Joseph、Ranaldo Lee、Shelley Steve、編曲：Outer
3. SWAY / 詩月カオリ [5:43]
  - 作詞：KOTOKO、作曲：高瀬一矢、編曲：中沢伴行
4. World My Eyes / 島みやえい子 [5:59]
  - 作詞：MELL、作曲・編曲：中坪淳彦
5. 砂漠の雪 / MELL [6:01]
  - 作詞：MELL、作曲・編曲：C.G mix
6. Disintegration ::Symphony Second movement:: / 菅井えり [5:43]
  - 作詞：Ben、作曲：高瀬一矢、編曲：羽越実有
7. Last movement [4:49]
  - 作曲：FISH TONE